# Rudy Clark
Rudy Clark (29 de octubre de 1935 - 3 de septiembre de 2020) fue un compositor estadounidense, activo principalmente en las décadas de 1960 y 1970. Su composición más reconocida y exitosa es "Got My Mind Set on You", grabada originalmente por James Ray en 1962, pero popularizada por George Harrison en 1987 e incluida en el álbum Cloud Nine del guitarrista británico.

## Carrera
Clark compuso la canción "All Strung Out Over You", la cual fue grabada por The Chambers Brothers y publicada por Columbia Records en diciembre de 1966. Se convirtió en un gran éxito para el grupo, y en enero de 1967, se ubicó en la posición #34 en las listas de éxitos de WMCA.
Fue nominado para un Premio Grammy en la categoría de mejor canción de R&B por su contribución en la composición de la canción de 1972 "Everybody Plays the Fool", grabada por el grupo The Main Ingredient. En 1987 George Harrison se encargó de popularizar su composición "Got My Mind Set on You". Además de sus composiciones populares, Clark escribió varias canciones para la serie de televisión animada Harlem Globetrotters.